# NES Lockout
 (mai 2023).
Si vous disposez d'ouvrages ou d'articles de référence ou si vous connaissez des sites web de qualité traitant du thème abordé ici, merci de compléter l'article en donnant les références utiles à sa vérifiabilité et en les liant à la section « Notes et références ».
Le NES Lockout était un dispositif verrouillant la console Nintendo Entertainment System afin d'en interdire l'utilisation. L'idée derrière ce dispositif était de permettre aux parents d'empêcher les enfants de jouer à la console Nintendo quand ils n'étaient pas supposés le faire.
Il est composé d'une serrure à combinaison et d'une sorte d'étau enserrant la console afin d'empêcher une personne déterminée de démonter entièrement le boîtier afin de jouer. Vendu au moment du succès phénoménal de la NES exclusivement en Amérique du Nord, le NES Lockout coûtait 20 $.

## Divers
- Ne pas confondre le NES Lockout avec la puce 10NES, également appelé le lockout chip et empêchant le fonctionnement des jeux non-licenciés par Nintendo dans la NES.